# Chã Grande
Chã Grande là một đô thị thuộc bang Pernambuco, Brasil. Đô thị này có diện tích 70 km², dân số năm 2007 là 19900 người, mật độ 284,29 người/km².